# Tom Towles
Tom Towles (ur. 20 marca 1950 w Chicago, zm. 5 kwietnia 2015) – amerykański aktor.

## Filmografia
- 1986: Henry – Portret seryjnego mordercy (Henry: Portrait of a Serial Killer) jako Otis
- 1990: Noc żywych trupów (Night of the Living Dead) jako Harry Cooper
- 1990: Studnia i wahadło (The Pit and the Pendulum) jako Don Carlos
- 1990: Mężczyźni nie odchodzą (Men Don't Leave) jako Evan Taylor
- 1991: Dłużnik (The Borrower) jako Bob Laney
- 1993: Więzy krwi (Bound by Honor) jako Red Ryder
- 1993: Forteca (Fortress) jako Stiggs
- 1993: Dziewczyna gangstera (Mad Dog and Glory) jako Andrew
- 1994: Dziewczyny w więzieniu (Girls in Prison) jako Norman Stoneface
- 1996: Desperaci (Normal Life) jako Frank Anderson
- 1996: Twierdza (The Rock) jako strażnik w Alcatraz
- 1997: Wirtualni wojownicy (Warriors of Virtue) jako Gen. Grillo
- 1998: Armia Boga II (The Prophecy II) jako detektyw Waltrip
- 1998: Dr Dolittle (Doctor Dolittle) jako Owczarek niemiecki (głos)
- 2002: Doom Lake jako Dietz
- 2003: Dom tysiąca trupów (House of 1000 Corpses) jako George Wydell
- 2004: Home Sick jako wujek Johnny
- 2005: Bękarty diabła (The Devil's Rejects) jako George Wydell
- 2006: Miami Vice jako Coleman